# Ismet Alajbegović Šerbo
Ismet Alajbegović Šerbo je bosanskohercegovački harmonikaš, koji je uglazbio mnoge narodne tekstove i veliki poznavatelj sevdalinke. 
Nakon što je godinama svirao po sarajevskim kafanama i sijelima, Šerbo je 1945. godine postao jedan od prvih glazbenika Radio Sarajeva. Sa Zaimom Imamovićem svirao je u duetu harmonika Alajbegović-Imamović, da bi se kasnije Imamović izdvojio u prvu veliku pjevačku zvijezdu sarajevskog radija, a Alajbegović postao vođa orkestara, aranžer i autor. Svirao je i u duetu s Jozom Kristićem, također jednim od prvih vokalnih solista sarajevskog radija.
Kao jedan od najvećih poznavatelja sevdalinke, što je tvrdio i sam Safet Isović, Alajbegović je učinio mnogo na harmonizaciji te pjesme. Izgradio je poseban stil na harmonici, bez virtuoznih pasaža i vrtoglavih kola koja su kasnije proslavile harmonikaše kao što su Jovica Petković i dr. Šerbin stil bio je mnogo primjereniji sevdalinci, onakvoj kako su je pjevali stariji pjevači - poravno, bez napora, uvijek se oslanjajući na melodiju pjesme kao na temelj improvizacije. Moglo bi se čak reći da je Šerbino sviranje (ako izuzmemo harmonijsku potku koju daje harmonika) od svih harmonikaša najbliže pratnji sevdalinke uz saz. Takvo sviranje harmonike prije Šerbe nije zabilježeno.
Potaknut uspjehom autorskih radova Joze Penave, Jovice Petkovića i Zaima Imamovića, Šerbo je i sam skladao sevdalinke. Šerbina je specijalnost bila ipak harmonija i iznalaženje inovativnih harmonijskih rješenja koja su uvijek zadržavala lagani bosanski narodni melos utemeljen sevdahom. 

## Skladbe
Neke od njegovih najuspjelijih skladbi ukazuju na to:
- Stara staza (tekst - Nikola Škrba)
- Vratnik pjeva
- Bulbul pjeva okolo Mostara (tekst - Aleksa Šantić)